# Galo de Souza
Galo de Souza, nascido José Cordeiro de Melo Neto (Recife, 1980), é um grafiteiro brasileiro.
Nascido em uma família numerosa, é o mais velho de sete irmãos. Cresceu entre as áreas periféricas da Região Metropolitana do Recife (Piedade, Várzea e Roda de Fogo) e  começou a pichar muros aos  9 anos de idade.Fez seus primeiros graffiti aos 16 anos. Desde então, sua arte se espalhou por muros, viadutos e galerias em Recife e outras cidades do Brasil e de outros países, tais como Suécia, Dinamarca, Áustria, Holanda, Portugal e Peru.
Participa ativamente de articulações com outros grafiteiros, realizando mutirões de grafite, oficinas nas periferias e conscientização política através da arte, abordando questões urbanas e procurando sensibilizar o espectador a participar das intervenções. Fundou o Coletivo Êxito d'Rua em 2000, com o qual expôs seu trabalho em diversas cidades brasileiras, além de pintar em países da Europa e América Latina. Sua primeira exposição individual, intitulada "O Vendedor de Bananas", aconteceu no Sesc Casa Amarela, em 2009. 